# World of Warcraft: Mists of Pandaria
World of Warcraft: Mists of Pandaria (World of Warcraft: Névoas de Pandaria), coloquialmente referido como Mists ou MoP, foi a quarta expansão do jogo de MMORPG World of Warcraft, que seguiu Cataclysm. Foi lançado em 25 de setembro de 2012 e foi um sucesso de vendas. Mists of Pandaria aumentou o nível máximo de 85 para 90, introduziu uma nova classe, o Monge, uma nova raça, os Pandarens, bem como um novo continente, Pandaria.

## Ambientação

### Pandária
É um novo continente localizado ao sul dos Reinos do Leste e Kalimdor, um continente cercado por névoas, que dá o nome à expansão. Haverá oito zonas em Pandária, além de seis ilhas em torno do continente. Não será possível voar no novo continente sem atingir o novo nível máximo (90).

#### Regiões Continentais
- Floresta de Jade (85-86)
- Vale das Flores Eternas (90)
- Estepes de Taolong (88-89)
- Monte Kun-lai (87-88)
- Ermo do Medo (89-90)
- Escadaria Oculta (86-87)
- Vale dos Quatro Ventos (86-87)
- Selva Krasarang (86-87)

#### Ilhas
- Ilha do Trovão (90)
- Ilha de Gigantes (90)
- Ilha Perene (90)
- Ilha da Desforra (87-88)
- Templo do Boi (88-89)
- Ilhas de Krasarang (86-87)

#### Floresta de Jade
- Ponto de entrada para a Aliança e Horda
- Florestas verdejantes e torres de pedra
- Conheça os hozens e os jinyus
- Conheça o Sha da Dúvida
- Masmorra Regional: Templo da Serpente de Jade
- Portal para Ilha Perene

#### Vale dos Quatro Ventos
- Áreas Norte e Sul para missões
- Nova facção: Os Lavradores
- Chefes de Área: Gallion
- Masmorra Regional: Cervejaria Malte do Trovão
- Conheça Chen Malte do Trovão

#### Vale das Flores Eternas
- Masmorra Regional: Palácio Mogushan e Portal do Sol Poente
- Raide: Cerco a Orgrimmar
- Estabelecimento da Horda e Aliança em Pandária
- Missões diárias com o Lótus Dourado (antes do patch 5.4.0)
- Conheça o Sha do Orgulho (Raide)

#### Estepes de Taolong
- Portal para Ilha do Trovão
- Masmorra Regional: Cerco ao Templo Niuzao
- Missões Diárias do Shado-pans
- Templo do Boi
- Conheça o Sha do Ódio

#### Monte Kun-lai
- Masmorra Regional: Monastério Shado-pan
- Desafios no Templo do Tigre Branco
- Pousadas da Horda e Aliança
- Chefe de Área: Sha da Raiva
- Chegada das Tropas Zandalari (patch 5.2.0)
- Conheça o Sha da Violência (Masmorra Regional)

#### Ermo do Medo
- Raide: Coração do Medo
- Missões Diárias com os Klaxxi

#### Escadaria Oculta
- Casa de Leilões do Mercado Negro
- Taverna das Nuvens
- Estabelecimento de Wrathion
- Reputação com O Príncipe Negro (Wrathion)
- Raide: Terraço da Primavera Eterna
- Conheça o Sha do Medo (Raide)

#### Selva Krasarang
- Ruínas Mogus
- Missões de JxJ
- Costa Sul de Pandária
- Templo da Garça Vermelha
- Conheça o Sha do Desespero
- Missões Diárias com os Pescadores

#### Ilha do Trovão (patch 5.2)
- Raide: Trono do Trovão
- Missões Diárias com Lorthemar (Horda) e Jaina (Aliança)
- Chefe de Área: Nalak, O Senhor da Tempestade
- Forte Zandalar

#### Ilha dos Gigantes (patch 5.2)
- Chefe de Área: Oondasta
- Grande ilha cheia de dinossauros

#### Ilha Perene (patch 5.4)
- Desafios com os Celestiais Majestosos
- Imperador ShaoHao
- Chefe de Área: Ordos, Deus do Fogo dos Yaungóis

#### Ilha Errante
- Área Inicial da raça Pandaren
- Conheça Shen Zin Su, a Tartaruga Gigante (e surpreenda-se!)
- Encontro de Horda e Aliança com os pandarens

*Disponível apenas para jogadores de nível baixo que são pandarens. A ilha não consta no mapa.

## Jogabilidade

### Monge
É a classe nova adicionada pela expansão, é baseada no chi e na concentração com as energias internas para fortalecer suas próprias habilidades. O Monge é possível desempenhar três especializações: Mestre Cervejeiro, Andarilho dos Ventos e Tecelão da Névoa.

### Raças e criaturas

#### Os Pandarens
A principal novidade da expansão, que ao contrário do esperado dos jogadores, essa raça será disponível tanto para Horda quanto para a Aliança. Os jogadores dos pandarens ficarão neutros entre as facções durante as missões da zona inicial da raça, a Ilha Errante, onde ao final dessas missões, por volta do nível 10, deverão escolher entre a Aliança e a Horda.

#### Criaturas
Mogus - São os antigos e poderosos imperialistas de Pandária, tem um aspecto bruto e felino.
Sauroks - Feitos pelos mogus, só pensam em saquear os tesouros de Pandária. São astutos e rápidos. Se parecem com lagartos gigantes.
Vermingues - Irritantes e famintos, são encontrados geralmente nas roças de Pandária. São como kobolds atualizados.
Duendes - Brincalhões e nem sempre hostis. Andam como goblins e tem um aspecto vinculado à natureza.
Mantídeos - Gafanhotos gigantes que de era a era invadem o território pandariano. Sua maioria se encontra no Ermo do Medo e nas Estepes de Taolong.
Quilens - Também criados pelos mogus, são os guardiões das suas relíquias.
Hozens - Macacos da Floresta de Jade, que se juntam à Horda contra a Aliança. São muito imaturos e vivem apenas 20 anos.
Kunchongs - Aliados dos mantídeos, servem como tanques na suas guerras. Enormes e hostis.
Jinyus - Evoluídos dos murlocs, são muito sábios e usam os rios para fazer perguntas e prever o futuro.
Yaungol - Evoluídos dos taurens através do fogo, são extremamente hostis e territoriais. São amantes do fogo e se permanecem no Monte Kun-lai e Estepes de Taolong.
Mushan - Montaria padrão dos yaungóis. Parecidos com os kodos.

## Enredo
Com a queda de Deathwing em World of Warcraft: Cataclysm, Garrosh Hellscream aproveitou para lançar uma campanha expansionista contra a Aliança. Um dos ataques aos territórios da Aliança obliterou a ciade portuária de Theramore, o que acendeu a rivalidade entre as facções. Um embate naval entre a Aliança e a Horda, resultou em ambos os lados nas praias de uma ilha desconhecida e cercada por névoas, o continente de Pandaria. Ambas as facções então estabelecem acampamentos em Pandaria com o objetivo de explorá-la, e acabam encontrando a nobre raça dos pandarens.

### O Final de Mists of Pandaria
Com a raide Cerco a Orgrimmar, é chegado o fim da expansão e a revelação do novo chefe guerreiro da horda: Vol'jin Lançanegra, e a volta de Thrall para a Horda. A história acaba com a fuga de Garrosh de seu julgamento em Pandária, dando início ao enredo da nova expansão: World of Warcraft: Warlords of Draenor.

## Personagens

### Novos personagens
- Chen malte do Trovão
- Rei Trovão
- Imperador ShaoHao
- Taran Zhu
- Paragões Klaxxi
- Y-shaarj
- Celestiais Majestosos

### Personagens em destaque
- Vol'jin Lançanegra
- Y-shaarj
- Jaina Proudmore
- Baine Casco Sangrento
- Garrosh Grito Infernal
- Varian Wrynn
- Tyrande Murmuréolo
- Goe'l Lobo de Gelo (Thrall)
- Lei Shen (Rei Trovão)
- Lor'themar Theron
- Taran Zhu
- Anduin Wrynn
- Celestiais Majestosos
- Chen Malte do Trovão

#### Antagonista da Expansão: Garrosh Grito Infernal
Protagonistas da Expansão: Vol'jin Lançanegra e Varian Wrynn

## Anúncio e desenvolvimento
O site MMO-Champion relatou a possibilidade de Mists of Pandaria ser a nova expansão, com base em um pedido de marca pela Blizzard, apresentado em 28 de julho de 2011 e aprovado em 02 agosto de 2011, registrando a marca Mists of Pandaria.

### Blizzcon2011
No dia 21 de Outubro de 2011, Chris Metzen anunciou Mists of Pandaria durante a abertura do evento.